# Peter Brünsing

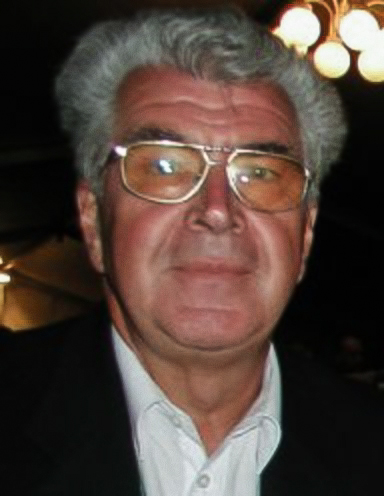
Peter Brünsing (2003)

Peter Brünsing (* 17. Januar 1944 in Sachsenhausen) ist ein deutscher Posaunist und Dirigent sowie Musikdirektor.
Ab dem Alter von 10 Jahren erhielt er ersten Klavierunterricht und begann mit 14 Jahren eine musikalische Ausbildung an der Berliner Fachgrundschule für Musik. Nach seinem Fachschulabschluss mit Hauptfach Posaune wurde er für ein vierjähriges Studium an der Hochschule für Musik „Hanns Eisler“ Berlin übernommen. Anschließend trat er als 1. Posaunist in das Standortmusikkorps der Volkspolizei in Potsdam ein, um nicht zum Wehrdienst herangezogen zu werden.
Von 1980 bis 1984 schloss er ebenfalls in Berlin ein Dirigat-Studium in der Dirigentenklasse von Prof. Förster an. 1983 übernahm er die Leitung des Standortmusikkorps, nachdem er bereits seit 1980 als stellvertretender Orchesterleiter eingesetzt wurde. Nach der politischen Wende wurde das Standortmusikkorps zum Polizeiorchester Potsdam, blieb jedoch unter Brünsings Leitung.
Ab 1998 dirigierte er das Landespolizeiorchester Brandenburg, welches durch den Zusammenschluss der beiden Brandenburger Polizeiorchester in Frankfurt (Oder) und Potsdam entstanden war. Mit einem Sommerkonzert im Nikolaisaal am 26. Juni 2002 gab Peter Brünsing die Leitung des Orchesters ab und wurde anschließend von Innenminister Jörg Schönbohm offiziell in den Ruhestand verabschiedet.
Nach seiner Pensionierung übernahm er von 2003 bis 2007 die musikalische Leitung des 1. Brandenburgischen Garde-Blasmusikkorps Fürstenwalde von Musikdirektor Siegmund Goldhammer.